# Catherine Le Galès-Camus
Catherine Le Galès-Camus est une économiste française, sous-directrice générale de l’Organisation mondiale de la santé. Elle est récipiendaire du prix de Recherche en Santé publique de l'Inserm en 2004.

## Biographie
Le Galès-Camus obtient doctorat en économie et gestion en 1982.
Elle intègre l'Inserm en 1984. En 1992, elle participe à la création de la première unité de recherche de l’Inserm consacrée à l’économie de la santé qui devient le Centre de recherche en économie et gestion appliquées à la Santé (Crégas) en 2000.
En 2001, le directeur général de la santé Lucien Abenhaïm la nomme conseillère scientifique auprès de la Direction générale de la santé. En 2002, elle devient rapporteur du Groupe technique national de définition des objectifs de santé publique pour préparer la première loi de santé publique.
En 2003, elle est nommée sous-directrice générale de l'Organisation Mondiale de la Santé, chargée des maladies non transmissibles et de la santé mentale, et ce jusqu'en 2008. En 2004, elle devient directrice de recherche à l’Inserm et rejoint le Centre de recherche, médecine, sciences, santé, santé mentale, société (CERMES3) dont elle devient directrice adjointe entre 2014 et 2018.
De 2011 à 2015, elle est vice-présidente du Haut Conseil en Santé Publique. Depuis 2012, elle est vice-présidente de la Commission Évaluation Économique et Santé Publique à la Haute Autorité de Santé. Depuis 2016, elle est membre du Conseil scientifique de Santé publique France, et depuis 2017 membre du Conseil scientifique de l'Inserm.

## Distinctions et récompenses
- Prix Recherche de l'Inserm (2004)